# Cum ex venerabilis
Cum ex venerabilis (lat.) jest isprava kojom je papa Pio XII. proglasio Svetu godinu hrvatskog naroda u trajanju od 29. lipnja 1940. do 29. lipnja 1941. U prijevodu s latinskog znači 's časnim', 's časti'.